# Райнсберг (Саксония)
Ра́йнсберг (нем. Reinsberg) — община в Германии, в земле Саксония. Подчиняется административному округу Кемниц. Входит в состав района Средняя Саксония. Население составляет 3077 человек (на 31 декабря 2010 года). Занимает площадь 49,75 км².
Коммуна подразделяется на 8 сельских округов.